# Леонци
Леонци (леонски: Llïoneses, шпански: Leoneses) су аутохтони народ прокрајине Леон на северу Шпаније, где се у средњем веку налазила Краљевина Леон. Њихов језик је највише сродан шпанском језику, а мањим делом је сродан и галицијском језику. Такође, Леонци већином говоре кастиљанским дијалектом шпанског језика, а у мањини се служе леонским и мирандским језиком. Као и околни Астурци, Галицијци и Португалци, по вероисповести су католици. Осим у Шпанији (950.000), Леонци живе и у САД (25.000), Португалији и осталим земљама света.

## Језик
Леонски језик (леонски: Llionés) је језик развијен из вулгарног латинског и један је од дијалеката астурлеонског језика којим се говорило у краљевини Леон, и њиме се служи око 20.000-50.000 људи. Припада романској групи индоевропске породице језика. Мањим бројем се говори и у Португалији, заједно са мирандским језиком.